# Montjardin
Montjardin település Franciaországban, Aude megyében. Lakosainak száma 80 fő (2022. január 1.). Montjardin Chalabre, Festes-et-Saint-André, Saint-Benoît és Villefort községekkel határos.

## Népesség
A település népessége az elmúlt években az alábbi módon változott:
| Lakosok száma | 77   | 94   | 115  | 108  | 92   | 89   | 87   | 82   | 83   | 80   |
|               | 1968 | 1982 | 1990 | 2006 | 2013 | 2015 | 2017 | 2019 | 2020 | 2022 |